# Langenbrand (Forbach)
Langenbrand ist ein nördlicher Ortsteil der Gemeinde Forbach im Landkreis Rastatt in Baden-Württemberg. Er liegt im hier rund 650 Meter tiefen Murgtal im Nordschwarzwald.

## Geographische Lage
Langenbrand liegt gut zwei Kilometer Luftlinie nördlich des Kernorts Forbach auf einer Verebnung östlich oberhalb der hier in schluchtartiger Enge verlaufenden Murg. Die Ortslage wird an drei Seiten von bis über 600 Meter hohen Hängen überragt. Nach Westen hin fällt das Gelände felsig um rund 50 Meter zur Murg hin ab. Der Ortskern gliedert sich in das Unterdorf und das kleinere Oberdorf; die Siedlungsfläche erstreckt sich am Talhang zwischen etwa 250 m und 350 m.

## Geschichte

### Entstehung und Auflösung der Gemeinde

Ortssiegel von Langenbrand im Laufe der Geschichte

Die Besiedlung des wilden und schier undurchdringlichen Murgtals südlich von Gernsbach, dem Hauptort der Grafschaft Eberstein, begann vermutlich im 13. nachchristlichen Jahrhundert. Die Rodungssiedlung wurde wahrscheinlich von Gernsbach aus gegründet und nicht von Forbach. Die erste urkundliche Erwähnung ist als Langenbrande für 1339/40 im Lehnbuch der Bischöfe von Speyer nachweisbar. Verschiedentlich wird eine Ersterwähnung im Jahr 1272 genannt, die jedoch keine verifizierbare Quelle hat und den Ersterwähnungen benachbarter Orte um fast 70 Jahre vorausgeht. Dennoch feierte die damals noch selbständige Gemeinde Langenbrand im Jahr 1972 aufgrund dieser Angabe ihr 700-jähriges Jubiläum. Am 1. Juli 1974 wurde Langenbrand nach Forbach eingemeindet.

### Ortsname
In Deutschland gibt es neben dem Forbacher Ortsteil Langenbrand noch eine weitere Gemeinde, die den gleichen Namen trägt und zu Schömberg im Landkreis Calw gehört.
Der Ortsname mit seiner Endsilbe brand ist ein typischer Rodungsname und deutet auf eine langgestreckte Brandrodung hin, mit deren Hilfe eine Siedlungsfläche im Urwald geschaffen wurde. Es sind verschiedene Schreibweisen zu finden: Langenbrande (1339/40), Langenbrandt (1544, 1579); in einer Beschreibung des Forbacher Heiligenwaldes aus dem Jahr 1544 ist der Name getrennt geschrieben.

### Dorfwappen
Es wird angenommen, dass das Gemeindewappen aus einem alten Waldzeichen eines ehemaligen Schulzen (daher die Bezeichnung Schulzenzeichen) entstanden ist. Im Unterschied zum Bermersbacher Wappen, bei dem ein einzelnes Kreuz über einem roten Quader steht, stehen im Wappen von Langenbrand zwei Kreuze neben dem Quader. Im Jahr 1901 legte der Gemeinderat auf Anregung des Generallandesarchivs die Farben des Wappens fest. Dabei wurden die beiden bisherigen Malteserkreuzen in Tatzenkreuze umgeändert. Der Untergrund des Wappens ist silbern. Der rote Quader erinnert an eine Loochung, also eine Grenzfestlegung.

## Wirtschaft und Infrastruktur

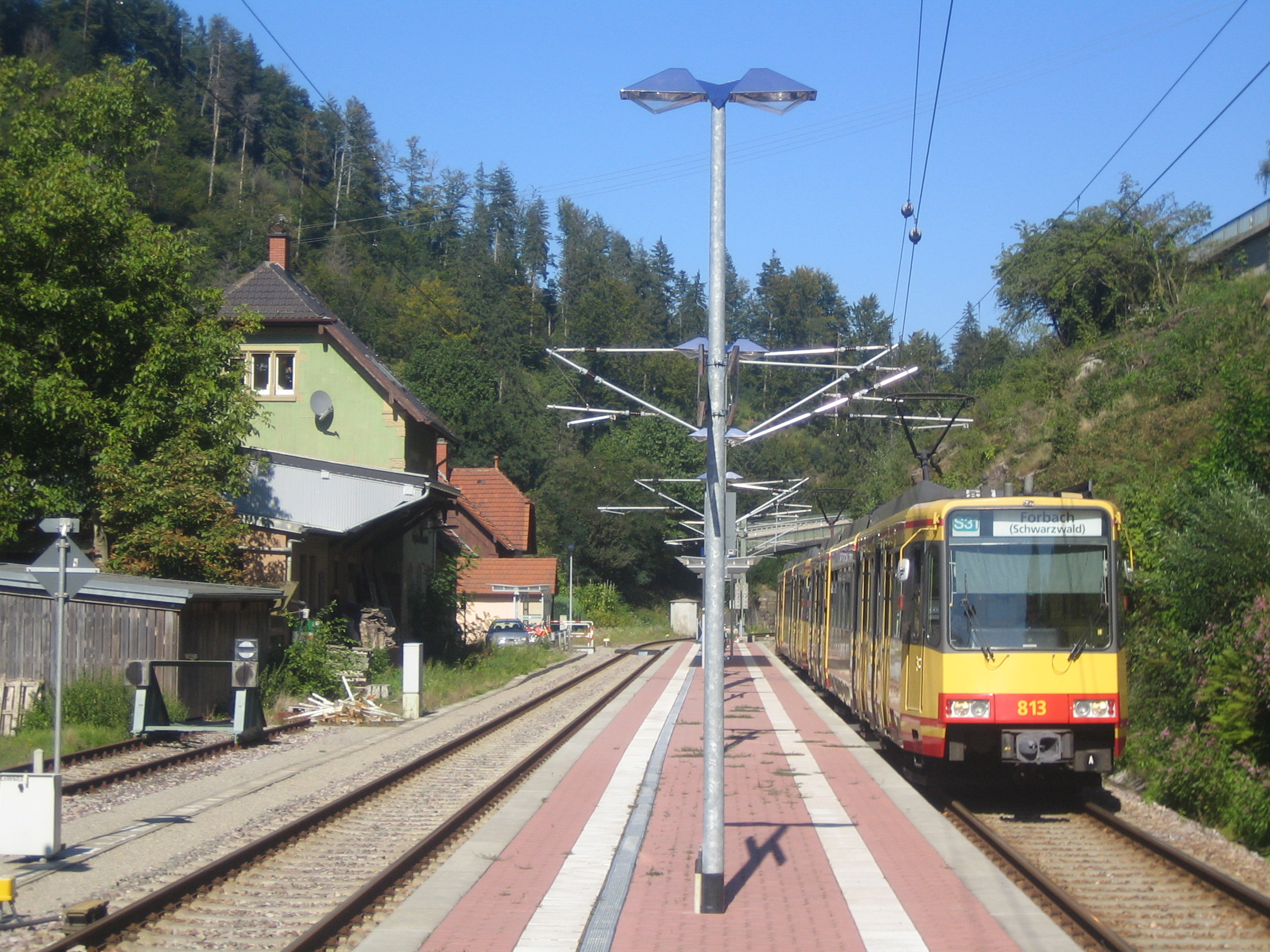
Bahnhof Langenbrand-Bermersbach an der Murgtalbahn

### Unternehmen
Bis Ende des 20. Jahrhunderts spielte in der Ortsgeschichte von Langenbrand die Papierherstellung eine große Rolle. Das größte Unternehmen in Langenbrand war das am 1. Mai 1883 gegründete Unternehmen E. Holtzmann & Cie. mit dem Werk Wolfsheck. Es gehörte zuletzt zum Stora-Enso-Konzern. 
Seit 2005 gehört die 1991 gegründete Firma Fritz Automation zu den wenigen ortsansässigen Unternehmen.

### Öffentliche Einrichtungen
Neben dem örtlichen Sportplatz, der sich unterhalb der B 462 nahe der Murg befindet, besitzt die Gemeinde Langenbrand noch eine Festhalle und eine Turnhalle.
Nach der Schließung der Grundschule im Jahr 2014 fungiert das Gebäude seit 2015 als Haus der Vereine und als Sitz der Ortsverwaltung. Der Ortsvorsteher ist (Stand: Oktober 2024) Thorsten Striebich (CDU).

### Bildung
Am 24. November 1957 wurde die Grundschule Langenbrand und die dazugehörige Turnhalle eingeweiht. Aufgrund sinkender Schülerzahlen schloss die Gemeinde Forbach die Grundschule Langenbrand. Die letzten Einschulungen fanden zum Schuljahr 2012/13 statt.

### Verkehr
Per Auto ist der Ort über die B 462 erreichbar, die dem Murgtal auf nahezu gesamter Länge folgt und bis 1983 unmittelbar durch Langenbrand führte, nun aber mittels großer Brücken längs über die Schlucht geführt ist. Über den in zehnminütigem Fußweg erreichbaren Bahnhof Langenbrand der Murgtalbahn bestehen über die S8 und die S81 der Karlsruher Stadtbahn sowie die RB41 der DB Regio stündliche, teils halbstündliche Verbindungen nach Rastatt, Karlsruhe und Freudenstadt.

## Bauwerke

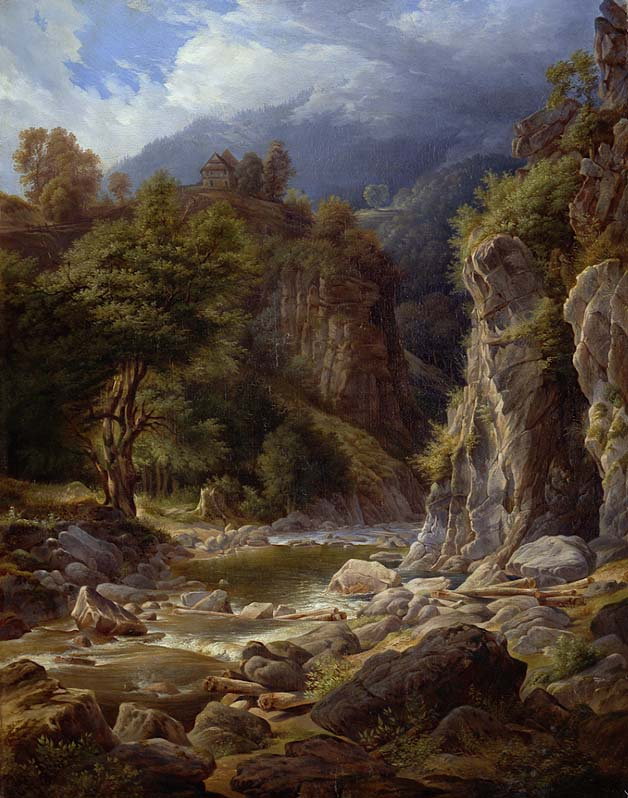
Die Murgschlucht vor dem Bau des Langenbrander Viaduktes (Carl Ludwig Frommel, 1840)

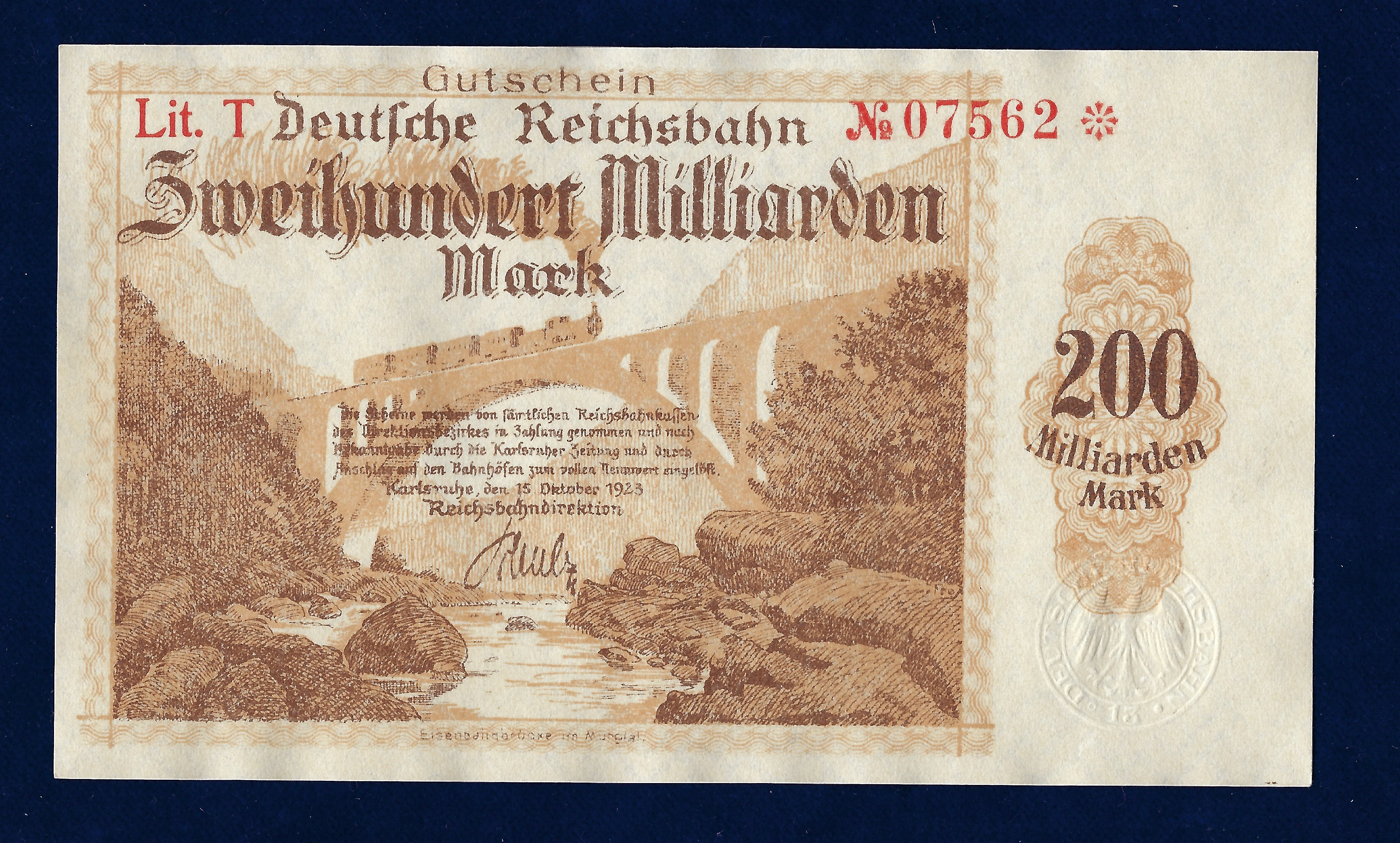
Die im Zweiten Weltkrieg zerstörte Brücke (Notgeld, Reichsbahndirektion Karlsruhe 1923)

Das vom Unternehmen Holtzmann für das Werk Wolfsheck 1885 gebaute Aquädukt über die Murg ist das älteste erhaltene Brückenbauwerk aus Stampfbeton in Deutschland.
Das 127 Meter lange Langenbrander Viadukt der Murgtalbahn gehörte mit 59 Meter Spannweite und 25 Metern Höhe zu den größten Steinbogenbrücken im Schwarzwald und wurde 1908 errichtet. Der im Krieg zerstörte steinerne Hauptbogen wurde durch einen Fachwerkträger ersetzt. Die je 12 Meter weiten Steinbogen der Vorbrücken blieben erhalten.
Die Betonbalkenbrücken der B462 sind 420 und 250 Meter lang und ca. 40 Meter hoch.